# Mahmoud El-Nigero
Mahmoud El-Nigero – egipski piłkarz, reprezentant kraju. Podczas kariery występował na pozycji napastnika.

## Kariera klubowa
Podczas kariery piłkarskiej Mahmoud El-Nigero występował w klubie Cairo Shourta Police.

## Kariera reprezentacyjna
Mahmoud El-Nigero występował w reprezentacji Egiptu w latach trzydziestych. W 1934 roku uczestniczył w mistrzostwach świata. Na mundialu we Włoszech był rezerwowym i nie wystąpił w żadnym spotkaniu.